# Moti Jogew
Moti Jogew, wł. Mordechaj Jogew (hebr. ‏מוטי יוגב‎, ang.: Moti Yogev, ur. 22 lutego 1956 w Hajfie) – izraelski wojskowy, politolog i polityk, od 2013 poseł do Knesetu.

## Życiorys
Urodził się 22 lutego 1956 w Hajfie.
Służbę wojskową zakończył w stopniu pułkownika (alluf miszne). Ukończył politologię na Uniwersytecie w Hajfie.
W wyborach w 2013 został po raz pierwszy wybrany posłem z listy Żydowskiego Domu. W dziewiętnastym Knesecie zasiadał w komisjach spraw zagranicznych i obrony oraz nauki i technologii. W 2015 uzyskał reelekcję, a w Knesecie dwudziestej kadencji przewodniczył podkomisji ds. personelu Sił Obronnych Izraela oraz ds. Juedi i Samarii. Był członkiem komisji pracy, opieki społecznej i zdrowia; spraw zagranicznych i obrony; edukacji, kultury i sportu; ds. absorpcji imigrantów i diaspory oraz licznych podkomisji. Z sukcesem startował w wyborach w kwietniu 2019 z koalicyjnej listy Unia Partii Prawicowych. W dwudziestym pierwszym Knesecie zasiadał w komisji spraw zagranicznych i obrony.

## Życie prywatne
Żonaty z Rachel, ma dziesięcioro dzieci. Mieszka we wsi Dolew. Jego kuzynem był rabin i poseł Chanan Porat.